# 小家山晃
小家山 晃（こいえやま あきら、1969年（昭和44年）1月30日 - ）は、日本の俳優。東京都出身。1992年より東宝で舞台俳優として活動後、日本、香港の映画、テレビドラマ、ビデオ作品に出演。日本語、英語のバイリンガルで、イギリス国籍の一般女性と国際結婚。2005年から拠点をイギリス・ロンドンに移し、映画、テレビドラマ、CMに出演。

## 来歴

### 日本・香港での活動
1991年、東宝現代劇養成所（第18期生）に入所し、1992年より東宝で舞台俳優として活動後、1994年、東宝の『ヤマトタケル』で映画デビュー。1996年には『ビーファイターカブト』に恐竜武人ライジャ役で出演した。1990年代の一部の作品は大岡旭名で出演している。三船プロダクションに所属し、香港映画に出演。

### 渡英後
2005年から拠点をイギリス・ロンドンに移し、ヨーロッパ、アメリカで映画、テレビドラマ、CMに出演するほか、ナレーションや吹き替えも行っている。現在の所属はFelix de Wolfe。

## 人物
空手道（首里手流二段）、柔道（日本講道館初段）居合術　剣術　棒術を特技とし、武道家や戦士の役柄で多く出演している。
アーチェリー、バスケットボール、ボクシング、クライミング、マーシャルアーツ、射撃、水泳も得意とする。日本語、英語のバイリンガルで、イギリス国籍の一般女性と国際結婚。二女をもうけている。趣味は、ドラム、フォークソング、料理　瞑想。身長182cm、体重77kg

## 出演作品

### 映画
- ヤマトタケル Yamatotakeru （1994年、東宝映画、大河原孝夫 監督） - オオウス 役 （大岡旭名で出演）
- 無問旅程 SLOW FADE （1999年、陳輝監督、香港）
- ホーク/B計画 B gai waak （2000年、ブルース・ロー 監督、日本/香港） - 滝澤龍一 役
- BLOOD THE LAST VAMPIRE （アニメ映画版）（2000年、Production I.G、北久保弘之 監督） - ママ 役（声の出演）
- カラー・オブ・ペイン 野狼 Color of Paign Ye Long （2002年、サム・レオン 監督、香港） - ヤクザ 役
- ラスト サムライ  The Last Samurai  （2003年、ワーナー・ブラザース、エドワード・ズウィック 監督、アメリカ） - 武士 役
- 武勇伝 （2003年、清水厚監督）
- NINJA Ninja （2009年、アイザック・フロレンティーン 監督、アメリカ）
- SWINGING WITH FINKELS （2010年、ジョナサン・ニューマン監督、アメリカ/イギリス）
- FOSTER （2010年、SC Films、イギリス）ジョナサン　ニューマン監督
- The Lady アウンサンスーチー ひき裂かれた愛 The Lady（2012年、角川映画、リュック・ベッソン 監督、フランス/イギリス） - 日本からの使節 役
- 47RONIN 47 Ronin （2013年、ユニバーサル・ピクチャーズ/東宝東和、カール・リンシュ監督、アメリカ） - 吉良上野介の密偵 役
- ラッシュ/プライドと友情 RUSH （2013年、ユニバーサル・ピクチャーズ、ロン・ハワード 監督、アメリカ/ドイツ/イギリス） - タカハラ（高原敬武） 役
- ストリートファイター 暗殺拳 Street Fighter: Assassin's Fist（2013年、ストリートファイターIIの実写版映画、ジョーイ・アンサー 監督、イギリス） - 剛拳 役
- Scopia サイドエフェクト　Christopher バトラー監督2014年
- Redcon-1  レッドコン１（　2017年、チー・ケオング・チェウング監督、イギリス） - サイモン・ラウ　軍曹 役
- サムライマラソン （2019年、バーナード・ローズ監督、日本） - 唐沢俊之助　父役
- AfterGlows 残光 2021年　木村太一　監督　袴田俊彦　役
- 47RONIN -ザ・ブレイド-（2022年、ユニバーサルピクチャーズ、ロン・ユアン監督） - 池田 役
- Risque リスケ　２０２５年　トニー　ディーン　スミス監督　ロカ役　Paramount Pictures

### テレビドラマ
- はぐれ刑事純情派 （1995年、東映、テレビ朝日）（大岡旭名で出演）
- ビーファイターカブト （1996年 – 1997年、東映、テレビ朝日） - 恐竜武人ライジャ 役 （大岡旭名で出演）
- 鉄甲機ミカヅキ （2000年、雨宮慶太監督、フジテレビ） - 遊佐亘・トルパ 役
- The Day of the Kamikaze （2007年、ピーター・ニコルソン監督、チャンネル4、イギリス）
- The Fattest Man in Britain （2009年、デイビット・ブラー監督、ITV (イギリス)、イギリス）
- Reunited （2010年、サイモン・デラネイ監督、英国放送協会、イギリス）
- STRIKE BACK 5　ストライクバック:極秘ミッション（2014年、ジュリアン・ホルムズ監督　＆　マイケル・J・バセット監督、イギリス） - 秋山 役
- Sense8　センス8 シーズン２　Isolated Above, Connected Below (2017年、ウォシャウスキー姉妹監督、Netflix) - マイタケ 役
- Sense8 Final センス8 ファイナル: AMOR VINCIT OMNIA,（2018年、ラナ・ウォシャウスキー監督,Netflix ） - マイタケ 役
- GOOD OMENS グッド・オーメンズ（2019年、 ダグラス・マッキノン監督、BBC Comedy アマゾンプライム、イギリス） - 一等航海士、船乗 役
- Little Birds リトル　バーズ（2019年、ステイシイ・パッソン監督、スカイテレビ局、UK） - マサト 役
- The Saints セインツ　2024 年　Luigi Barbieri 監督　ジャベイド　セインツ役　Tactical film LTD

### ビデオ
- マモル 気分はタクシードライバー（1997年）（大岡旭名で出演）
- 女雀龍伝 流血篇（2001年）

### 舞台
- 伽羅の香（1992年、東宝現代劇新春公演、東京芸術座）
- 魚は水に女は家に（1992年、東宝公演、名古屋名鉄ホール）
- おはん（1992年、東宝芸術座特別公演、東京芸術座）

### CM
- メタルギアソリッド3 （2005年、ゲーム、コナミ、日本） - ナレーション
- Febrisan （2008年、かぜ薬、ポーランド）- サムライ 役
- 郵便局 （2009年、郵便局、ベルギー/フランス） - 日本人ウェイター 役
- Meadowhall （2009年、ショッピングセンター、イギリス） - 日本人 役
- Freeview HD （2010年、Jim Gilchrist監督、イギリス） - 走る男 役
- ヒューレット・パッカード （2010年、イギリス） - ビジネスマン 役
- AFCアジアカップ2011 （2011年、サッカー大会、イギリス） - サムライ将軍 役
- New Toyota Aygo (2015年 EU ) - チーフエンジニア 役
- ハリボースイーツ　HARIBO (2018年　イギリス） - ビジネスマン 役
- Hey Mercedes (2019年イギリス）

### 吹き替え
- BBCワールドニュース　ジャパン　番組案内（2007年から2020年　イギリス） - ナレーション
- GO GOグランプリ（2010年、ゲーム、TAITO、ヨーロッパ） - レースアナウンサー
- Netflix 日本語吹き替え　レディーファースト　ディーピカ　クマリ - 父 役
- Netflix 日本語吹き替え　トランプ　アメリカンドリーム  - ドナルド・トランプ 役
- Netflix 日本語吹き替え　ダレンブラウン　サクリファイス - ダレン・ブラウン 役
- Netflix 日本語吹き替え　シュガーラッシュ - アドレアーノ・ズンボ 役
- Netflix 日本語吹き替え　ダークツーリスト - デビット・ファリアー 役
- Netflix 日本語吹き替え　ポッターズ　バイル - バート 役
- Netflix 日本語吹き替え　クィア・アイ　シーズン１ - ジョナサン・ヴァン・ネス 役
- Netflix 日本語吹き替え　クィア・アイ　シーズン２ - ジョナサン・ヴァン・ネス 役
- 英国放送ラジオドラマ　　リング - 竜二 役
- アクラム・カーン・カンパニー日本公演　チョット・デッシュ Akram Khan Company Chotto Desh - 父 役
- ビデオゲーム トータルウォー:ショーグン2 TOTAL WAR：SHOGUN 2
- ビデオゲーム STRANGE BRIGADE　ストレンジ　ブリゲード - 八郎 役　２０１８年
- BS プライム　桃源紀行 オートサボワの旅 ジャック　デュブロ　２０１９年
- ビデオゲーム　Sniper Elite 5 　スナイパーエリート５　２０２２年
- 英国放送BBCラジオドラマ　福島原発  島田役　2023年
- PC game Rise of Ronin  ライズ　オブ ローニン　間部詮勝 役　声優　2023年
- PC game Planet Coaster2 プラネットコースター2　声優　2024年

MV
- レディオヘッドRadiohead ( If You Say The Word ) - Suits (2021年)